# Strigoplus guizhouensis
Strigoplus guizhouensis là một loài nhện trong họ Thomisidae.
Loài này thuộc chi Strigoplus. Strigoplus guizhouensis được Da-xiang Song miêu tả năm 1990.